# ساموئل هاروتیونیان (سیاستمدار)
ساموئل گارنیکی هاروتیونیان (ارمنی: Սամվել Գառնիկի Հարությունյան؛ زادهٔ ۱۹ ژوئیهٔ ۱۹۵۵) دانشمند اهل ارمنستان است.

## زندگی‌نامه
وی در ۱۹ ژوئیهٔ ۱۹۵۵ در ایروان به دنیا آمد و از دانشگاه دولتی ایروان فارغ‌التحصیل گشت. وی برنده جوایزی همچون مدال موسس خورناتسی است.